# Église Saint-Cyr-Sainte-Julitte de Saint-Cyr-la-Roche
Pour les articles homonymes, voir église Saint-Cyr-et-Sainte-Julitte.
L'église Saint-Cyr-et-Sainte-Julitte est une église catholique située à Saint-Cyr-la-Roche, dans le département de la Corrèze, en France.

## Histoire
L'édifice est classé au titre des monuments historiques par liste en 1840.

## Description

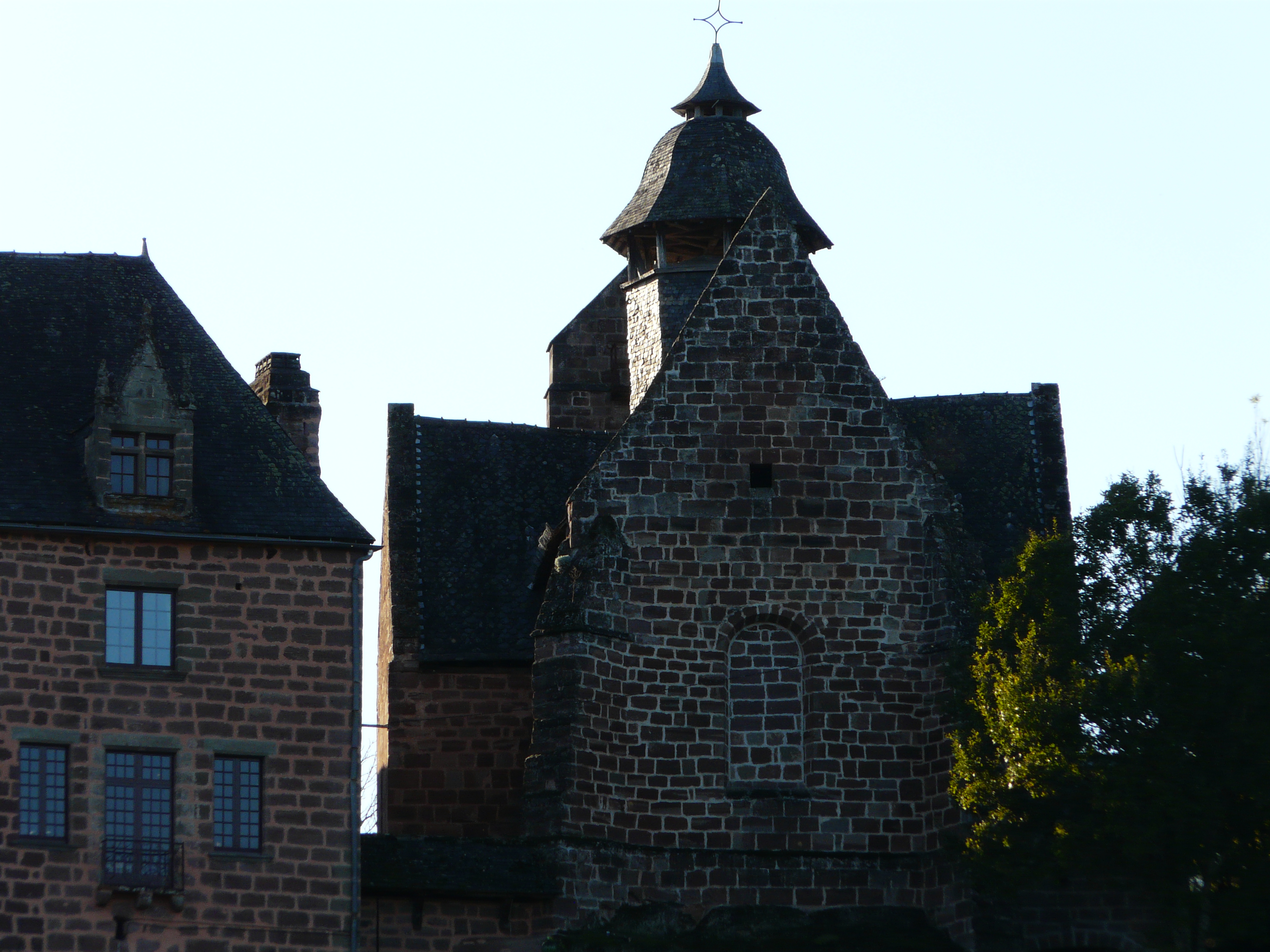
Le chevet de l'église.
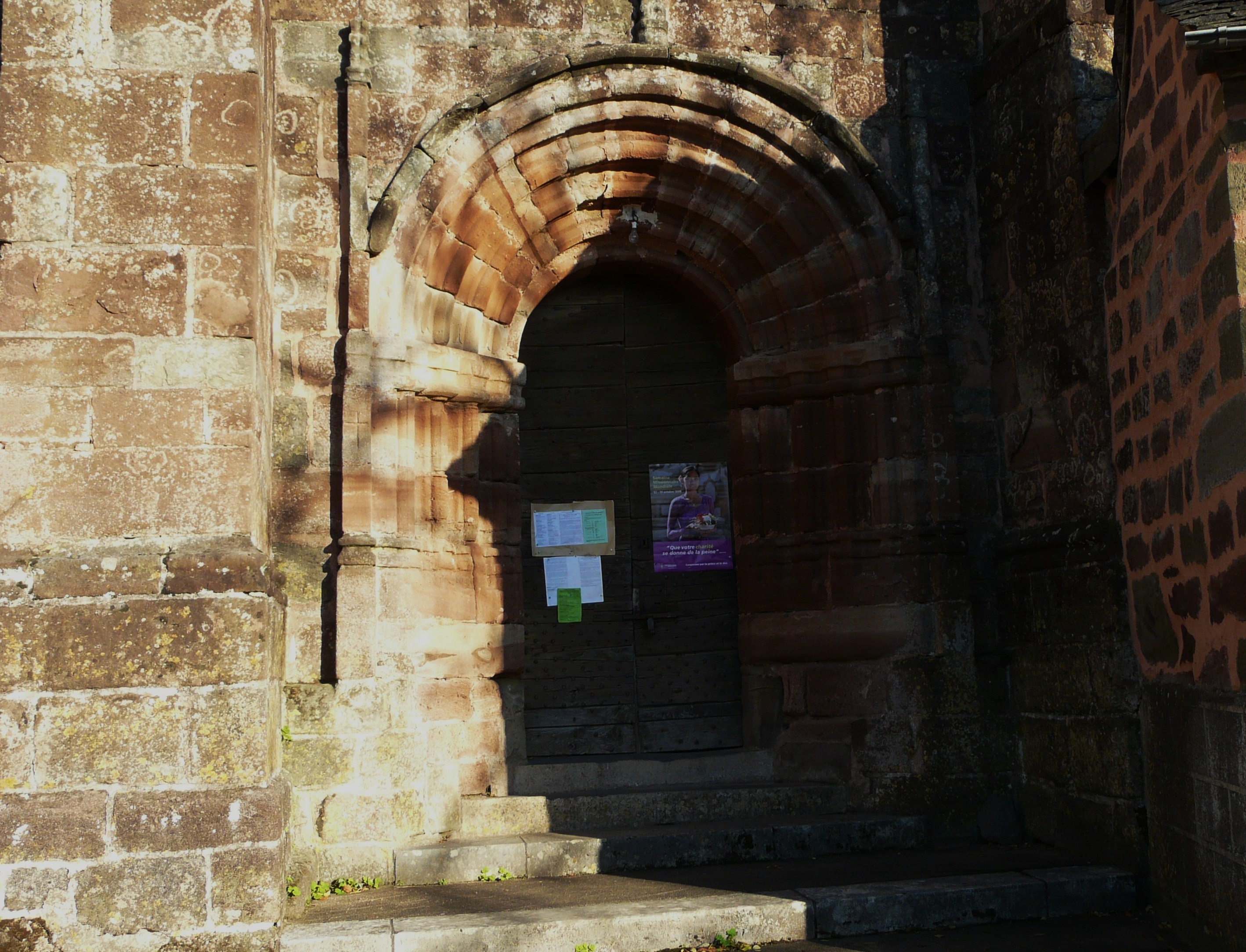
Le portail.